# Huépac
Huépac este un municipiu din nord vestul statului Sonora, Mexic.